# Józef Pilch
Józef Adam Pilch (ur. 19 marca 1957 w Krakowie) – polski polityk, inżynier i samorządowiec.
W latach 2009–2010 przewodniczący Rady Miasta Krakowa, w latach 2015–2017 wojewoda małopolski.

## Życiorys
Ukończył studia inżynierskie w zakresie transportu i logistyki oraz studia magisterskie z ekonomii i organizacji przedsiębiorstw. Pracował początkowo w Hucie im. Lenina, następnie w Transbudzie Nowa Huta, a później w Chemobudowie, gdzie został dyrektorem zaplecza technicznego i usług. Członek NSZZ „Solidarność”, działacz sportowy w ramach klubu żużlowego Wanda Kraków.
Zaangażował się w działalność polityczną w ramach Prawa i Sprawiedliwości. W 2006, 2010 i 2014 wybierany na radnego Krakowa. W 2007 bez powodzenia kandydował do Sejmu. Od 2009 do 2010 pełnił funkcję przewodniczącego Rady Miejskiej Krakowa, później powołany na jej wiceprzewodniczącego.
8 grudnia 2015 został mianowany na stanowisko wojewody małopolskiego. Zakończył urzędowanie 2 czerwca 2017. W późniejszym czasie wystąpił z PiS. Związał się z Polskim Stronnictwem Ludowym; w 2024 z rekomendacji PSL wystartował do Sejmiku Województwa Małopolskiego.